# 第五高等学校
第五高等学校，简称五高，是一所于1887年建立的旧制高等学校，位于日本熊本县熊本市。嘉納治五郎、夏目漱石等人曾在此任教。1901年，第五高等学校医学部独立为长崎医学专门学校（今长崎大学医学部）；1906年，工学部独立为熊本高等工业学校（今熊本大学工学部）。1950年，伴随日本二战后学制改革，第五高等学校并入新制大学熊本大学。
日本前首相、诺贝尔和平奖得主佐藤荣作曾在第五高等学校就读。